# Zoneíta
Zoneíta o zoniano (inglés: zonian) es una persona nacida o residente en la Zona del Canal de Panamá durante la administración estadounidense, entre 1904 y 1999. Muchos de los zoneítas eran ciudadanos estadounidenses encargados del mantenimiento del canal de Panamá, sus familiares y el personal de los servicios dirigidos a estos. Al ser abolida la Zona del Canal de Panamá en 1979, los hijos de estadounidenses nacidos en el área después de 1979 no fueron considerados oficialmente zonianos. La mayoría de los estadounidenses que residían en la zona volvieron a su país en el año 2000 una vez terminada la transferencia a Panamá del control del canal.
Los zoneítas miembros de la Panama Canal Society tienen reuniones anuales en Orlando, Estados Unidos.
Un aspecto notable de los zoneítas consiste en su gusto particular por la cultura de Panamá, la cual les fue trasmitida principalmente a través del servicio doméstico en sus residencias:   (niñeras, empleadas del hogar, jardineros, mayordomos, cocineros, etc.) y como  resultado, este grupo humano suele tener gran afinidad por la música, danza, gastronomía y costumbres panameñas en general.  

## Zonian
El término zonian es un panameñismo del inglés que designa tanto a los zonianos como a los bienes ubicados dentro de la Zona del Canal entre 1904 y 2000. Zonian es usado también, en forma peyorativa, para señalar a personas supuestamente racistas o beneficiarias del sistema económico y social imperante en la Zona del Canal.

## Zoneítas notables
- John McCain, político estadounidense.
- Rod Carew, beisbolista panameño-estadounidense.
- Richard Prince, pintor y fotógrafo estadounidense.
- Edward A. Murphy Jr., ingeniero aeroespacial estadounidense.